# Palo Verde (Arizona)
Palo Verde é uma pequena comunidade não registada no Condado de Maricopa, no estado do Arizona, Estados Unidos. Palo está localizado cerca de 40 milhas a oeste de Phoenix, capital e 6 milhas a sudoeste do centro de Buckeye.
Apesar do nome, Palo Verde é realmente localizado no Wintersburg Presbyterian Church nas proximidades.
Em 1995, aconteceu um descarrilamento de trem ocorrido perto da cidade de Palo Verde.